# Bolzanova studánka
Bolzanova studánka (též Svěcená studánka) se nachází v lesích u obce Těchobuz, na trase NS Po pamětihodnostech Těchobuze. Pojmenována je po Bernardu Bolzanovi, který v obci působil v letech 1830 – 1841. Ten u studánky často odpočíval a pracoval a tady s ním trávila čas i majitelka panství Anna Hoffmannová, která se o něj starala. Právě tady měl taky sepsat svoji autobiografii, kterou Anně věnoval. V roce 2003 ji Lesy ČR nechaly obnovit.
Ke studánce se vážnou dvě verze pověsti o Karolíně (domácky Karlinka), dcery Anny Hofmannové. Ta se v lesích ztratila a s přicházející nocí narazila na studánku. Tehdejší studánka byla mnohem větší, takže se dívka schovala dovnitř a chránily ji kamenné zdi se střechou. Podle jedné verze pověsti ji zde měl najít Bolzano, podle druhé verze její věrný pes.
Existuje však ještě třetí verze pověsti, kterou ve své knize Krajem zapomenutých studánek sepsal Pavel Koubek. Podle ní se dívka sama zaběhla ze zámku. Lidé ji celou noc hledali, avšak marně. Ráno se k nim přidal i Bolzano, který dívku objevil spát na okraji lesa vedle studánky. Bolzano nedovolil, aby ji lidé vzbudili a čekali, až tak učiní sama. Po probuzení jim dívka vyprávěla o krásné paní, která ji hlídala a opatrovala. Bolzano usoudil, že dívka měla zjevení a tou paní byla Panna Marie. Ten se také zasadil o to, aby studánka byla posvěcena; kromě toho chtěl u ní nechat postavit kapličku, ale k tomu nikdy nedošlo.